# Kárásztelek község
Kárásztelek község (románul: Comuna Carastelec) község Szilágy megyében, Romániában. Központja Kárásztelek, hozzá tartozik Szilágydomoszló.

## Népessége
A 2011-es népszámlálás adatai alapján a község népessége 1089 fő volt.